# محوطه چم سورک وسطی
محوطه چم سورک وسطی مربوط به مفرغ است و در شهرستان گیلانغرب، بخش مرکزی، دهستان ویژنان، جنوب شرق روستای چم سورک وسطی واقع شده و این اثر در تاریخ ۲۶ اسفند ۱۳۸۷ با شمارهٔ ثبت ۲۵۷۳۷ به‌عنوان یکی از آثار ملی ایران به ثبت رسیده است.